# Johann Wickinghof
Johann Wickinghof (* in Lübeck; † 24. November 1493 ebenda) war ein Bürgermeister der Hansestadt Lübeck.

## Leben
Johann Wickinghof war Sohn des Lübecker Bürgers Lambert Wickinghof. Er wurde 1467 in den Rat der Stadt erwählt und 1470 in den Kreis der patrizischen Zirkelgesellschaft aufgenommen. 1474 und 1476 war er streitschlichtend in Bergen (Norwegen), wo er zwischen den deutschen Kaufleuten im Hansekontor auf Bryggen und Handwerkern vermittelte. 1484 wurde er Bürgermeister in Lübeck und verhandelte mit dem Ratzeburger Bischof Johannes V. von Berkentin, der Straßenräubern Zuflucht gab. 1486 und 1487 verhandelte er in Wilsnack den Ausgleich zwischen der Hansestadt Rostock und Herzog Magnus II. zu Mecklenburg. 1487 war Wickinghof bei Verhandlungen zwischen Hamburg und dem Bremer Erzbischof Heinrich II. von Schwarzburg.
Er war verheiratet mit Anneke Leve, Tochter des Stallers Laurens Leve auf der Insel Strand, und Vater des Lübecker Ratsherren Lambert Wickinghof.